# Laekvere
Laekvere è un comune rurale dell'Estonia nordorientale, nella contea di Lääne-Virumaa. Il centro amministrativo è l'omonimo borgo (in estone alevik).

## Località
Oltre al capoluogo, il comune comprende 18 località (in estone küla):
Alekvere (26), Arukse (27), Ilistvere (5), Kaasiksaare (37), Kellavere (8), Luusika (0), Moora (141), Muuga (276), Paasvere (209), Padu (49), Rahkla (172), Rajaküla (78), Rohu (68), Salutaguse (29), Sirevere (22), Sootaguse (2), Vassivere (36), Venevere (169).